# Хімічна чистота
При проведенні лабораторних дослідів, ключовою вимогою до хімічних реактивів є їх чистота. Якщо використовувати забруднені великою кількістю домішок хімічні реактиви, результати експерименту будуть неправильні і суттєво вплинуть на результат дослідження.
Чистота хімічного реактиву — це показник, який вказує на відсотковий склад(масову частка) основної(чистої) речовини після виокремлення із розрахунку відсотку домішок, які присутні в реагенті.
Чистотою хімічного реактиву прийнято вважати склад реактиву, в якому речовина містить гранично допустиму домішку, яка не вплине суттєво на проходження хімічної реакції. Для зручності всі реактанти класифікують на різні категорії за ступенем чистоти.

## Класифікація хімічних реактивів за ступенем чистоти
Класифікація хімічних реактивів, що прийнята на даний момент[коли?] базується на положенні про присвоєнні реактивам кваліфікації, що прийняте ще у часи СРСР. Поступово доповнюється новими методами перевірки чистоти. 
- Технічний (т.);
- Чистий (ч.)
- Чистий для аналізу (ч.д.а.)
- Хімічно чистий (х.ч)
- Особливо чистий (ос.ч.)
- Ядерно чистий;
- Спектрально чистий;
- Оптично чистий;
- Реактив спеціального призначення.

## Маркування в інших країнах
- ACS grade - ступінь чистоти, що відповідає або перевищує стандарти чистоти, встановлені Американським хімічним товариством.[3]
- Reagent grade - високий ступінь чистоти(≥95%), дозволений у використанні  в харчових продуктах, ліках або медицині, а також підходить для використання в багатьох лабораторних і аналітичних цілях.[3]
- NF grade - ступінь чистоти, що відповідає або перевищує чіткі вимоги фармацевтичних стандартів для лікарських речовин. [4]
- Laboratory grade – найнижчий ступінь чистоти.[4]Він чудово підходить для навчання, але недостатньо чистий, щоб пропонувати його в їжу, ліки чи будь-яке медичне використання.[3]
- Purified grade –
- Technical grade –